# Вест-Гемпстед (Нью-Йорк)
Вест-Гемпстед (англ. West Hempstead) — переписна місцевість (CDP) в США, в окрузі Нассау штату Нью-Йорк. Населення — 19 835 осіб (2020).

## Географія
Вест-Гемпстед розташований за координатами 40°41′45″ пн. ш. 73°39′2″ зх. д. / 40.69583° пн. ш. 73.65056° зх. д. (40.695816, -73.650454).  За даними Бюро перепису населення США в 2010 році переписна місцевість мала площу 7,06 км², з яких 6,88 км² — суходіл та 0,18 км² — водойми.

## Демографія
Згідно з переписом 2010 року, у переписній місцевості мешкали 18 862 особи в 5939 домогосподарствах у складі 4781 родини. Густота населення становила 2671 особа/км².  Було 6130 помешкань (868/км²).
Расовий склад населення:
| - 74,0 % — білих - 10,2 % — чорних або афроамериканців - 6,1 % — азіатів - 0,1 % — корінних американців - 6,5 % — осіб інших рас |

До двох чи більше рас належало 3,0 %. Частка іспаномовних становила 16,4 % від усіх жителів.
За віковим діапазоном населення розподілялося таким чином: 25,3 % — особи молодші 18 років, 60,7 % — особи у віці 18—64 років, 14,0 % — особи у віці 65 років та старші. Медіана віку мешканця становила 39,9 року. На 100 осіб жіночої статі у переписній місцевості припадало 96,4 чоловіків;  на 100 жінок у віці від 18 років та старших — 91,9 чоловіків також старших 18 років.
Середній дохід на одне домашнє господарство  становив 117 567 доларів США (медіана — 96 870), а середній дохід на одну сім'ю — 130 001 долар (медіана — 108 798). Медіана доходів становила 70 266 доларів для чоловіків та 48 134 долари для жінок. За межею бідності перебувало 5,9 % осіб, у тому числі 7,6 % дітей у віці до 18 років та 6,5 % осіб у віці 65 років та старших.
Цивільне працевлаштоване населення становило 9116 осіб. Основні галузі зайнятості: освіта, охорона здоров'я та соціальна допомога — 30,5 %, науковці, спеціалісти, менеджери — 12,4 %, фінанси, страхування та нерухомість — 10,0 %, роздрібна торгівля — 9,8 %.